# Delias flavissima
Delias flavissima är en fjärilsart som beskrevs av Orr och Atuhiro Sibatani 1985. Delias flavissima ingår i släktet Delias och familjen vitfjärilar. Inga underarter finns listade i Catalogue of Life.